# ميكي جونز
ميكي جونز (بالإنجليزية: Mickey Jones)‏ هو موسيقي وممثل أمريكي، ولد في 10 يونيو 1941 بهيوستن في الولايات المتحدة، وتوفي بنفس المكان في 7 فبراير 2018.

## أعمال

### أفلام
- (1984) ستارمان
- (1990) توتال ريكول[5]

### مسلسلات
- تحسين المنزل
- جاغ

## وصلات خارجية
- ميكي جونز على موقع IMDb (الإنجليزية)
- ميكي جونز على موقع ألو سيني (الفرنسية)
- ميكي جونز على موقع ميوزك برينز (الإنجليزية)
- ميكي جونز على موقع أول موفي (الإنجليزية)
- ميكي جونز على موقع قاعدة بيانات الأفلام السويدية (السويدية)
- ميكي جونز على موقع أول ميوزيك (الإنجليزية)
- ميكي جونز على موقع ديسكوغز (الإنجليزية)
- ميكي جونز على موقع قاعدة بيانات الفيلم (الإنجليزية)
- ميكي جونز على موقع كينوبويسك (الروسية)